# (1735) ITA
(1735) ITA – planetoida z pasa głównego asteroid okrążająca Słońce w ciągu 5 lat i 208 dni w średniej odległości 3,14 au. Została odkryta 10 września 1948 roku w Obserwatorium Simejiz na górze Koszka na Półwyspie Krymskim przez Piełagieję Szajn. Nazwa planetoidy została nadana w 1979 roku z okazji 60. rocznicy założenia Instytutu Astronomii Teoretycznej, Radzieckiej Akademii Nauk. Przed nadaniem nazwy planetoida nosiła oznaczenie tymczasowe (1735) 1948 RJ1.